# 1950 na política

## Eventos
- 2 de janeiro - Morre no cárcere Militão Ribeiro, comunista português (começou sua militância no Brasil), herói da resistência à ditadura de Salazar.
- 25 de janeiro - A Índia torna-se uma república. Os símbolos do domínio inglês são tirados dos prédios públicos.
- 11 de fevereiro - Dois batalhões Viet Minh atacam uma base francesa na Indochina.
- 14 de fevereiro - China e a URSS assinam em Moscovo o Tratado de Amizade, válido por 30 anos.
- 27 de fevereiro
  - O general Chiang Kai-shek é eleito Presidente da República da China, nome oficial da China Nacionalista sediada em Taiwan.
  - A Índia apresenta a Oliveira Salazar a primeira proposta de negociação para a reintegração dos territórios de Goa, Damão e Diu na União Indiana. A proposta é recusada.
- 25 de junho – Guerra da Coreia: Tropas norte-coreanas atravessam o pararelo 38 em direção à Coreia do Sul.
- 27 de junho – Guerra da Coreia: O presidente americano Harry Truman ordena ajuda militar à Coreia do Sul.
- 28 de junho – Guerra da Coreia: Tropas norte-coreanas  capturam Seul.
- 1 de outubro - As tropas americanas da ONU ultrapassam o paralelo 38 N invadindo a Coreia do Norte.
- 3 de outubro - Getúlio Vargas foi eleito presidente da república com 49% dos votos válidos.
- 26 de novembro – O exército da República Popular da China entra na Coreia do Norte e ataca as tropas americanas e sul-coreanas.

## Nascimentos
| Data            | Nome                  | Profissão                                               | Nacionalidade       | Observações | Ref |
| --------------- | --------------------- | ------------------------------------------------------- | ------------------- | ----------- | --- |
| 17 de janeiro   | Jerzy Żyszkiewicz     | político                                                | Polónia             |             |     |
| 21 de janeiro   | Gary Locke            | secretário de comércio dos Estados Unidos               | Estados Unidos      |             |     |
| 18 de fevereiro | Osmar Terra           | político do Partido do Movimento Democrático Brasileiro | Brasil              |             |     |
| 25 de fevereiro | Néstor Kirchner       | político e presidente da Argentina                      | Argentina           | m. 2010     |     |
| 17 de maio      | Janez Drnovšek        | presidente da Eslovénia de 2002 a 2007                  | Reino da Jugoslávia |             |     |
| 19 de maio      | Krzysztof Tchórzewski | político (Lei e Justiça (Prawo i Sprawiedliwość))       | Polónia             |             |     |
| 3 de agosto     | Ernesto Samper        | Presidente da República da Colômbia de 1994 a 1998      | Colômbia            |             |     |
| 8 de agosto     | César Cals Neto       | político                                                | Brasil              |             |     |
| 17 de setembro  | Michał Stuligrosz     | político (Plataforma Cívica (Platforma Obywatelska))    | Polónia             |             |     |
| 25 de setembro  | Nelson Azedo          | político                                                | Brasil              |             |     |
| 8 de outubro    | Luiz Carlos Hauly     | político                                                | Brasil              |             |     |
| 24 de outubro   | Honório Novo          | político                                                | Portugal            |             |     |
| 1 de novembro   | Álvaro Noboa          | político e empresário                                   | Equador             |             |     |
| 9 de novembro   | Flávio Arns           | político                                                | Brasil              |             |     |
| 16 de novembro  | Arlindo Cunha         | político                                                | Portugal            |             |     |
| 1 de dezembro   | Ueli Maurer           | político                                                | Suíça               |             |     |
| 30 de dezembro  | Andrzej Fedorowicz    | político                                                | Polónia             |             |     |
| ?               | Pascal Yoadimnadji    | primeiro-ministro do Chade                              | Chade               | m. 2007     |     |

## Mortes
| Data           | Nome                        | Profissão                                                 | Nacionalidade | Observações | Ref   |
| -------------- | --------------------------- | --------------------------------------------------------- | ------------- | ----------- | ----- |
| 3 de fevereiro | Karl Seitz                  | político e presidente da Áustria de 1919 a 1920           | Áustria       | n. 1869     | [ 1 ] |
| 6 de março     | Albert Lebrun               | presidente da França de 1932 a 1940                       | França        | n. 1871     |       |
| 22 de julho    | William Lyon Mackenzie King | décimo primeiro ministro do Canadá                        | Canadá        | n. 1874     |       |
| 24 de agosto   | Arturo Alessandri Palma     | presidente do Chile                                       | Chile         | n. 1868     |       |
| 14 de outubro  | António Maria da Silva      | político                                                  | Portugal      | n. 1872     |       |
| 31 de dezembro | Karl Renner                 | político austríaco e presidente da Áustria de 1945 a 1950 | Áustria       | n. 1870     | [ 2 ] |